# مرکز تجارت جهانی ونژو
مرکز تجارت جهانی ونژو، (به انگلیسی: Wenzhou World Trade Center) آسمان‌خراش ۶۸ طبقه به ارتفاع ۳۲۱٫۹ متر (۱٬۰۵۶ فوت) و مساحت زیربنای آن ۱۷۴٬۳۶۱ متر مربع (۱٬۸۷۶٬۸۰۶ فوت مربع)، با کاربری اداری-تجاری است، که در شهر ونژو، چجیانگ، جمهوری خلق چین مستقر می‌باشد. پروژه ساخت این ساختمان در ۹ ژوئن ۲۰۰۳ آغاز شد و در سال ۲۰۱۰ تکمیل و افتتاح گردید.